# EVV Eindhoven in het seizoen 1971/72
Het seizoen 1971/1972 was het 18e jaar in het bestaan van de Eindhovense betaaldvoetbalclub Eindhoven. De club kwam uit in de Eerste divisie en eindigde daarin op de vijfde plaats. Tevens deed de club mee aan het toernooi om de KNVB Beker, hierin werd in de eerste ronde verloren van PSV (0–2).

## Wedstrijdstatistieken

### Eerste divisie
|       | AZ '67 | Blauw-Wit | SC Cambuur | D.F.C. | Fortuna Vlaardingen | Fortuna SC | De Graafschap | Haarlem | Heerenveen | Helmond Sport | Heracles | HVC   | PEC Zwolle | Roda JC | SVV   | Veendam | De Volewijckers | FC VVV | Wageningen | Willem II |
| ----- | ------ | --------- | ---------- | ------ | ------------------- | ---------- | ------------- | ------- | ---------- | ------------- | -------- | ----- | ---------- | ------- | ----- | ------- | --------------- | ------ | ---------- | --------- |
| Thuis | 4 – 3  | 4 – 1     | 3 – 1      | 3 – 1  | 1 – 1               | 1 – 1      | 2 – 0         | 0 – 3   | 2 – 0      | 1 – 1         | 1 – 0    | 3 – 2 | 0 – 0      | 0 – 0   | 2 – 1 | 0 – 3   | 3 – 2           | 2 – 1  | 1 – 0      | 2 – 0     |
| Uit   | 0 – 0  | 0 – 0     | 2 – 0      | 0 – 1  | 1 – 2               | 0 – 1      | 1 – 1         | 1 – 1   | 2 – 1      | 3 – 1         | 1 – 0    | 1 – 1 | 5 – 1      | 1 – 0   | 1 – 1 | 1 – 1   | 0 – 0           | 1 – 0  | 2 – 2      | 3 – 1     |

### KNVB Beker
| 1e ronde                                         | PSV                                | 2 – 0 (0 – 0) | Eindhoven |
| 9 januari 1972 Plaats: Eindhoven Philips Stadion | Harry Lubse 52' Johan Devrindt 88' |               |           |

## Statistieken Eindhoven 1971/1972

### Eindstand Eindhoven in de Nederlandse Eerste divisie 1971 / 1972
| Stand | Gespeeld | Gewonnen | Gelijk | Verloren | Punten | Doelpunten voor | Doelpunten tegen |
| ----- | -------- | -------- | ------ | -------- | ------ | --------------- | ---------------- |
| 5e    | 40       | 16       | 14     | 10       | 46     | 50              | 47               |

### Topscorers
| #      | Naam                | Goal |
| ------ | ------------------- | ---- |
| 1.     | Willy Senders       | 11   |
| 2.     | Gerard Weber        | 10   |
| 3.     | Henk Bloemers       | 8    |
| 4.     | Dom Hakkens         | 5    |
| 4.     | Joop Oomens         | 5    |
| 6.     | Jan van Renswouw    | 4    |
| 7.     | Govert Kooiman      | 2    |
| 7.     | Jacques von Ranzow  | 2    |
| 9.     | Wim van Kessel      | 1    |
| 9.     | Michel Struik       | 1    |
| 9.     | Theo van der Zanden | 1    |
| Totaal | Totaal              | 50   |

| #      | Naam        | Goal |
| ------ | ----------- | ---- |
| –      | Geen speler | 0    |
| Totaal | Totaal      | 0    |

## Voetnoten
AZ '67 ·
Blauw-Wit ·
SC Cambuur ·
D.F.C. ·
Eindhoven ·
Fortuna SC ·
Fortuna ·
De Graafschap ·
Haarlem ·
Heerenveen ·
Helmond Sport ·
Heracles ·
HVC ·
PEC Zwolle ·
Roda JC ·
SVV ·
Veendam ·
De Volewijckers ·
FC VVV ·
Wageningen ·
Willem II ·